# Racovița
Racovița (en hongrois Oltrákovica, en hongrois colloquial Rákovica, en allemand Rakovitza, et en dialecte saxon de Transylvanie Rakevets) est une commune du județ de Sibiu, en Transylvanie, Roumanie.
La première attestation documentaire du village a été découverte dans un papier de donation du voïévode Jean de Hunedoara, daté le 22 mai 1443. Concernant  l’église, le village est mentionné, pour la première fois, dans un document du 8 juillet 1647, qui était émané par le prince Georges Ier Rákóczi. Celui-ci a nommé le pope Ion de Țichindeal archidiacre sur 17 paroisses situées autour de Sibiu, parmi lesquelles Racovița. La riche histoire du village est liée notamment à la création de la frontière militaire transylvaine par l’impératrice Marie Thérèse d’Autriche, en 1765, Racovița faisant partie de la VIIe Compagnie du Premier régiment de frontière d'Orlat.
Les gardes de frontières et la population de Racovița ont participé activement aux événements révolutionnaires de 1848, et après la suppression de la frontière militaire en 1851, le village a eu une série de personnalités qui se sont impliquées dans la gestion du Fonds scolastique de l’ancien régiment d'Orlat, notamment les membres actifs de l’Association transylvaine pour la littérature roumaine et la culture du peuple roumain (ASTRA).
Pendant la Première Guerre mondiale, Racovița s’est remarquée par la vaillance des soldats envoyés sur les fronts de la Pologne russe, de la Galicie, de l’Albanie, de l’Italie, de la Serbie et même en France, de 1914 jusqu'à la « Grande Union » de 1918.

## Géographie
Le village de Racovița  est situé au pied du sommet Suru (2 281 m), sur la zone de contact  entre les collines pré-montanes des Monts Făgăraș et la terrasse basse, alluvionnaire, du rive gauche de l’Olt, à une altitude de 385 mètres. La localité est située à la limite nord et nord-est de la ville d’Avrig, limite qui se prolonge de la confluence de la vallée de Mârșa avec l’Olt jusqu’au sommet de Sorlița, limite qui avait été tracée après l’an 1200 et marquée par des bornes nommées « morminți » . D’ici commence la limite avec le village Sebeșu de Sus, qui descend vers le sud-ouest, continuée par le ruisseau Hotărel, jusqu'à l’embouchure dans la rivière de l’Olt.
Vers l’ouest, la limite avec la ville de Tălmaciu est formée par le pic Cioru (541 m), continuée par Brătianu, et vers le village de Bradu, la limite est faite par la rivière de l’Olt.
La surface de la localité est de quelque 34,5 km2.
Quelques distances jusqu’aux localités proches :
- Mârșa : - 3 km
- Avrig : - 6 km
- Sebeșu de Sus : - 3 km
- Tălmaciu : - 7 km
- Sibiu, via Tălmaciu : - 27 km
- Sibiu, via Avrig : - 32 km
- Victoria : - 41 km
- Făgăraș : - 60 km.

À la proximité de la localité passe le chemin de fer Sibiu – Făgăraș – Brașov.

## Démographie
Lors du recensement de 2011, 97,68 % de la population se déclarent roumains.

## Politique
| Parti | Parti                                      | Sièges |
| ----- | ------------------------------------------ | ------ |
|       | Parti social-démocrate (PSD)               | 4      |
|       | Parti national libéral (PNL)               | 4      |
|       | Alliance des libéraux et démocrates (ALDE) | 2      |
|       | Parti social roumain (PSR)                 | 1      |

## Monuments

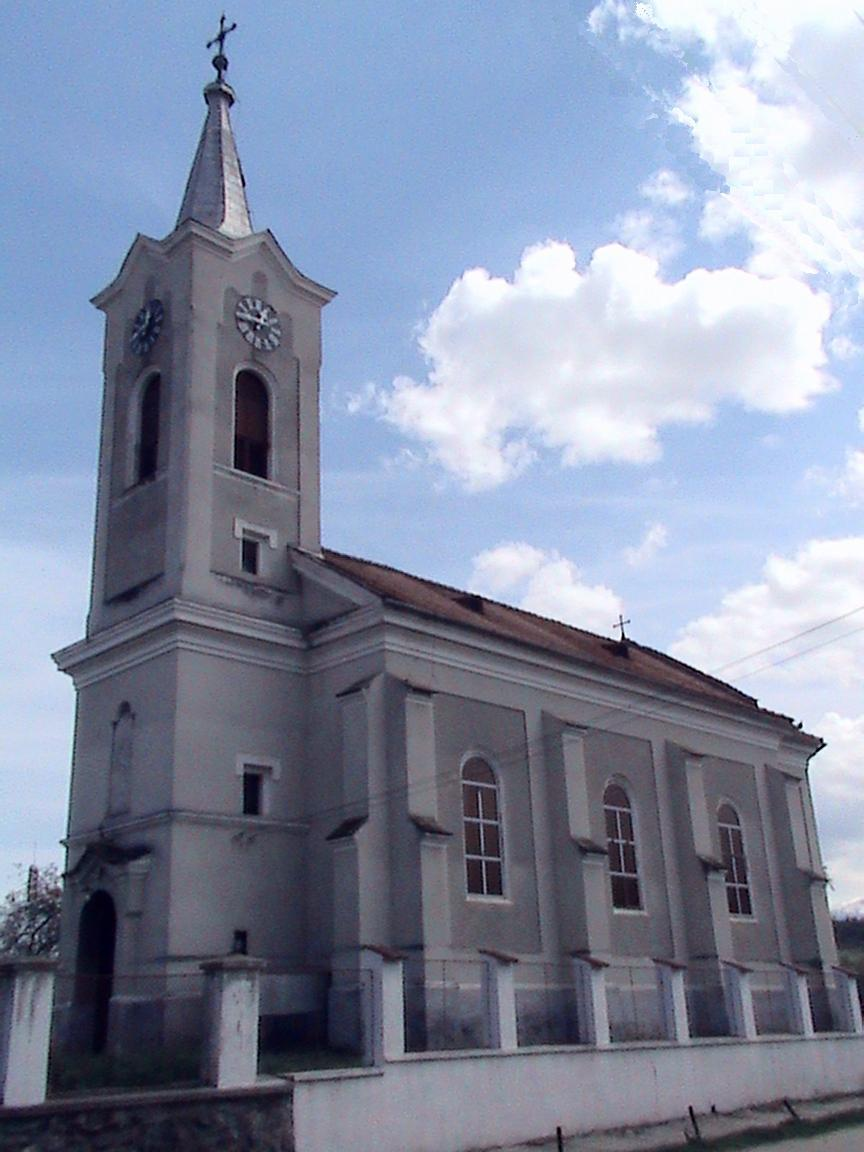
L'Église « Sainte Trinité » de Racovița, consacrée en 1887.

- L'Église Sainte-Trinité[7], consacrée en 1887 par le métropolite gréco-catholique Ioan Vancea (ro)[8], a été donnée à l'Église orthodoxe roumaine par les autorités communistes roumaines de l'époque, à la suite du décret no 358 d'interdiction de l'Église roumaine unie à Rome (gréco-catholique) du 1er décembre 1948.
- Le Monument aux héros roumains de la Première et de la Seconde Guerre mondiale. L'obélisque a une hauteur de 5,5 m et un socle de 2,2 m, réalisé en pierre de rivière, plaqué de marbre. L'obélisque a une clôture de filet de fil de fer au cadre métallique. Sur la façade du Monument, il y a inscrits les noms des 46 héros roumains tombés entre 1914-1918, ainsi que les noms des 18 héros roumains tombés entre 1941-1944. Sur la plaque de marbre, il y a, de même, un écrit mémorial qui contient le texte suivant : « Veșnică să fie pomenirea eroilor din Racovița morți în Primul Război Mondial 1914-1918 și a soldaților români căzuți pentru întregirea neamului românesc, pe hotarele comunei noastre în anul 1916. Căminul cultural „Astra“ Racovița » »[9].

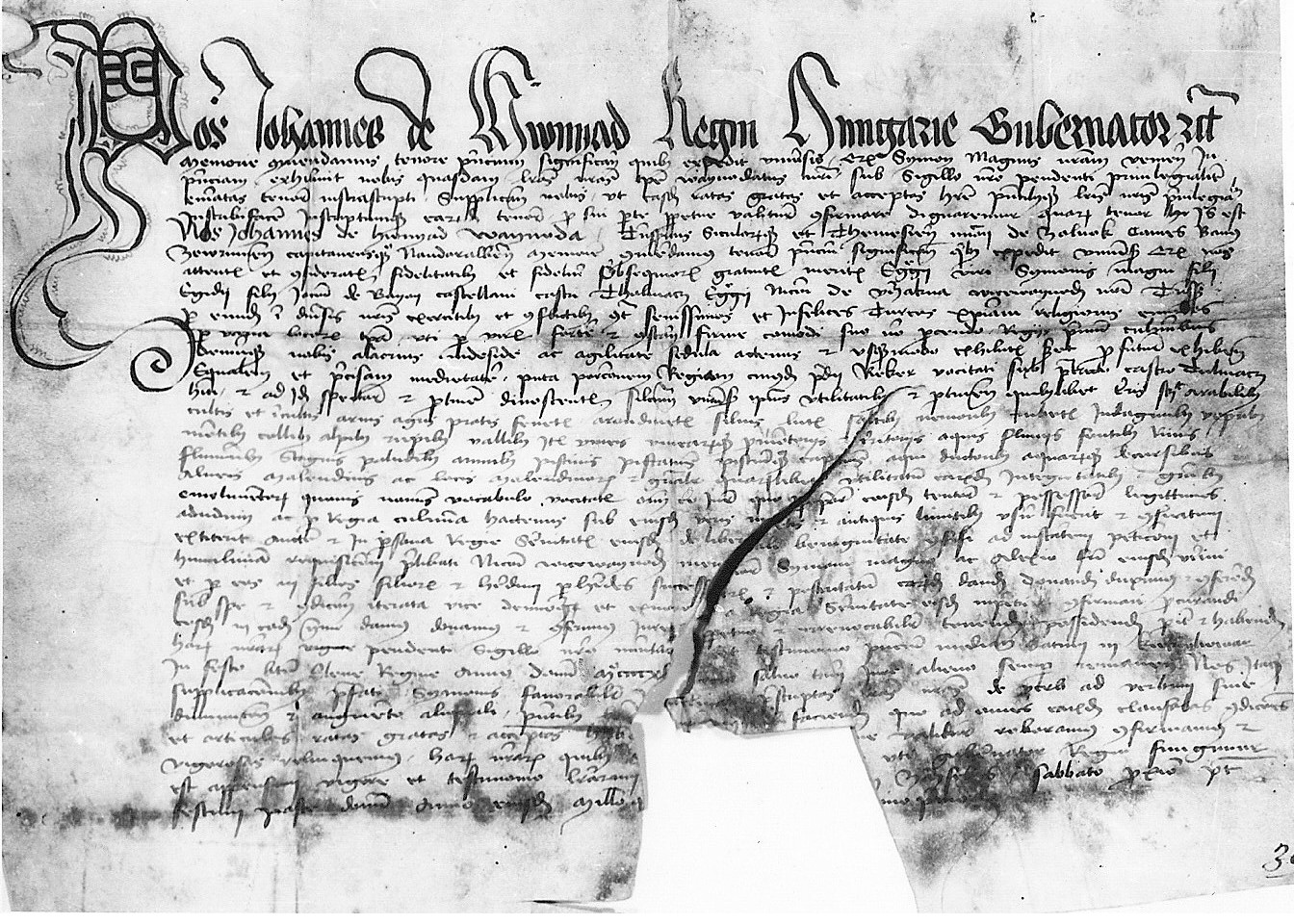
La première attestation documentaire du village, du 22 mai 1443.
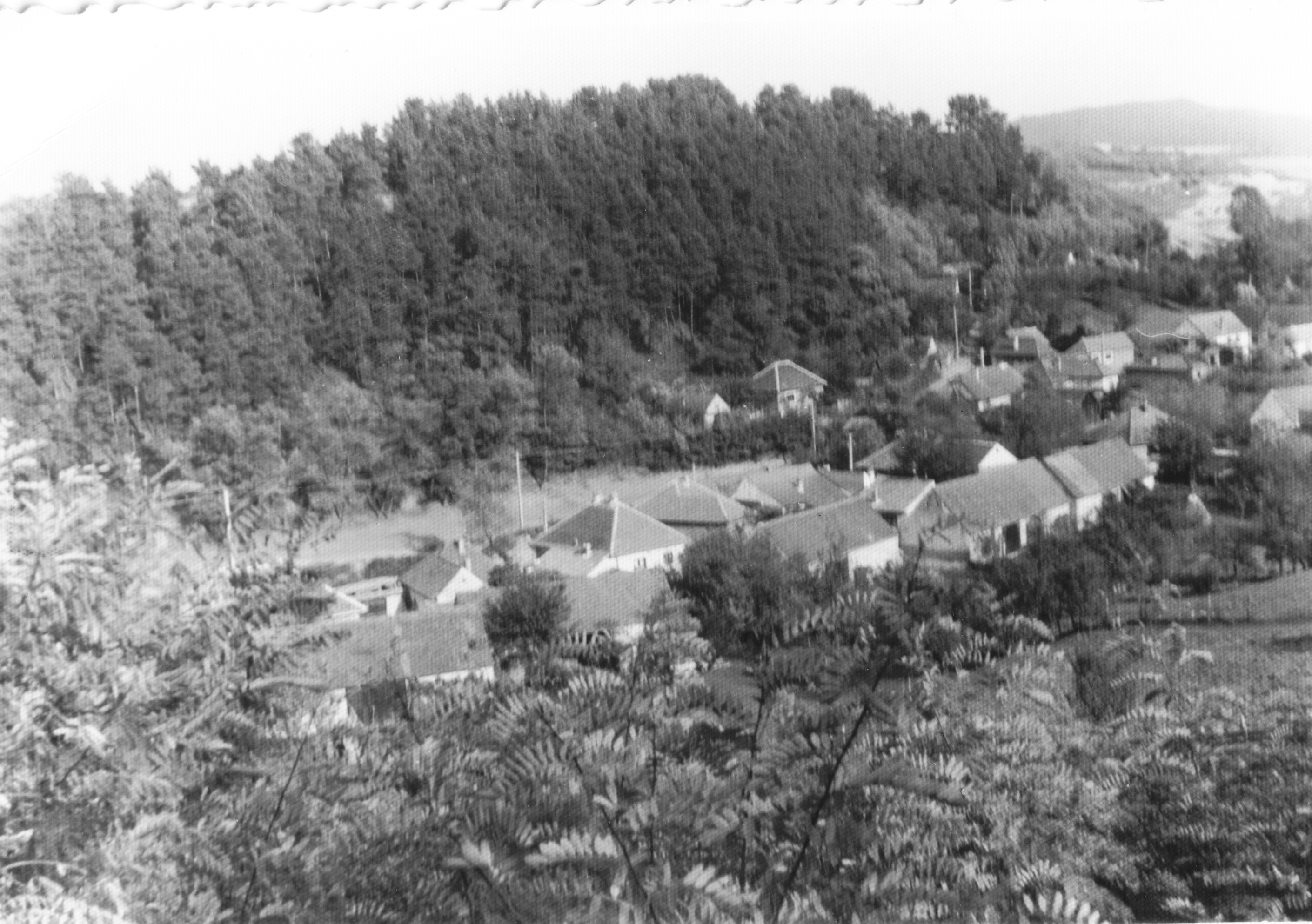
Une image du village de Racovița
Racovița - Carte toponymique

## Personnalités
- Florine Călinescu (pseudonyme d'artiste de Floarea Călin) (n. 6 avril 1878, Racovița - d. 1966, Paris) - cantatrice à l'Opéra de Paris.

## Jumelages
- Carquefou (France) depuis 2002 (La ville de Carquefou a parrainé Racovița depuis 1989)